# Birmingham Thunderbolts
| Birmingham Thunderbolts                                         | Birmingham Thunderbolts                                         |
| Gegründet 2001 – Aufgelöst 2001 Spielten in Birmingham, Alabama | Gegründet 2001 – Aufgelöst 2001 Spielten in Birmingham, Alabama |
| --------------------------------------------------------------- | --------------------------------------------------------------- |
| \| \| \| \| \| Logo \|                                          |                                                                 |
| Teamfarben                                                      | Violett, Gelb, Silber                                           |
| Liga                                                            |                                                                 |
| - XFL Eastern Division                                          |                                                                 |
| Personal                                                        |                                                                 |
| Head Coach                                                      | Gerry DiNardo                                                   |
| Teamgeschichte                                                  |                                                                 |
| Spitznamen                                                      | Bolts                                                           |
| Erfolge                                                         |                                                                 |
| Meisterschaften (0)                                             |                                                                 |
| Play-off-Teilnahmen (0)                                         |                                                                 |
| Stadien                                                         |                                                                 |
| Legion Field                                                    |                                                                 |
|                                                                 |                                                                 |
|                                                                 | Logo                                                            |

Die Birmingham Thunderbolts, von Fans meist Bolts genannt, waren ein American-Football-Team aus Birmingham, Alabama. Sie waren in der XFL in der Eastern Division gemeinsam mit den Chicago Enforcers, Orlando Rage und den New York/New Jersey Hitmen vertreten und beendeten die einzige gespielte Saison mit zwei Siegen und acht Niederlagen. Dies war die schlechteste Platzierung der Liga. Die Teamfarben waren violett, gelb und weiß.
Die Thunderbolts spielten auf dem Legion Field und wurden von Gerry DiNardo, der vorher und nachher bei diversen Universitäten trainierte, gecoacht. Die Bolts trugen auf dem Rücken ihre richtigen Namen anstelle von Spitznamen, wie es bei anderen XFL-Mannschaften üblich war.

## Bekannte Spieler
- James Bostic
- Sepfret Williams
- Casey Weldon